# Nikolai Kornhaß
Nikolai Kornhaß (* 28. März 1993) ist ein deutscher Para-Judoka (Behindertensportler). Er nahm 2016 (Rio), 2021 (Tokio) und 2024 (Paris) an den Paralympischen Spielen teil.
Er wurde in Augsburg geboren und verbrachte seine Jugend in Gundelfingen (Breisgau). Mit 10 Jahren fing er im Gundelfinger Turnverein mit dem Judo an. Er hat Sonderpädagogik an der Pädagogische Hochschule Heidelberg studiert und hat 2024 sein Referendariat beendet. Derzeit gehört er zu dem 1. Judoteam Heidelberg/Mannheim.

## Werdegang
Nikolai Kornhaß leidet unter einer schweren Sehbehinderung, wollte sich aber trotzdem sportlich betätigen. Als Sportart wählte er sich den Judosport aus, den er in der Startklasse B 2 und in der Gewichtsklasse bis 73 kg ausübt konnte.
Wegen seiner guten sportlichen Leistungen wurde er schon bald in die Deutsche Behindertensportnationalmannschaft aufgenommen, mit der an internationalen Judo-Wettkämpfen teilnahm. Seit 2011 nahm er regelmäßig in seiner Leistungsgruppe an den Europameisterschaften teil. Seit den Meisterschaften ab 2015 errang er bei allen Europawettbewerben Medaillen: 2015 eine Bronzemedaille, 2017 eine Silbermedaille und 2019 eine Goldmedaille.
Auch bei den Judoweltmeisterschaften 2014 und 2018 war er dabei. Während er 2014 nur den 9. Platz erreichte, wurde er 2018 Dritter und Gewinner einer Bronzemedaille. Sportlicher Höhepunkt war seine Teilnahme an den Paralympischen Sommerspielen 2016. Im Judo-Einzel, Gewichtsklasse bis 73 kg wurde er Dritter und damit Gewinner einer Bronzemedaille. Für den Gewinn der Bronzemedaille bei den Paralympischen Sommerspielen 2016 wurde er am 1. November 2016 von Bundespräsident Joachim Gauck mit dem Silbernen Lorbeerblatt ausgezeichnet.
Bei den Paralympischen Spielen 2020 in Tokio wurde Kornhaß Siebter. In Paris schied er schon früh aus.